# Павле Кречаревић
Павле Кречаревић (Сентандреја, 31. октобар 1821 — Сремски Карловци, 25. март 1885) био је српски адвокат и професор.

## Биографија

### Образовање
Основну школу завршио је у Сентандреји. Потом је три године похађао војну школу у Вацу, а у Сремским Карловцима је завршио гимназију. У Пешти је завршио филозофију, у Кечкемету право, а затим и карловачку Богословију (1847).

### Каријера
Пошто је 1848. положио одговарајуће испите, неко време је био судски чиновник, а потом се бавио адвокатуром. Највећи део радног века провео је у Карловачкој гимназији (1853-1885), где је предавао српски и црквенословенски са књижевношћу и немачки језик.Професорски испит положио је 1872. године.
Био је члан Матице српске. Као студент у Пешти учествовао је у политичким окупљањима на почетку Српског народног покрета. Посланик на Народно-црквеним саборима био је 1869-1871. године. Сарађивао је у Јавору и Застави. 
Имао је ту част да буде председник Одбора за пренос костију Бранка Радичевића из Беча на Стражилово (1883).

### Породица
Отац Димитрије био је имућни трговац, мајка Катарина.Брат Петар Кречаревић био је професор Велике гимназије у Београду.
Био је ожењен Катарином, из угледне карловачке породице Поповић Зубан, са којом је имао сина Марка (геолога и професора)и ћерку Евелину, која се удала за Исидора Ћирића, народно-црквеног и патријаршијског секретара у Карловцима.
Сахрањен је на карловачком Доњем гробљу.